# T. J. Leaf
Ty Jacob „T. J.“ Leaf (* 30. April 1997 in Tel Aviv) ist ein US-amerikanisch-israelischer Basketballspieler.

## Laufbahn
Leaf wurde im israelischen Tel Aviv geboren und lebte dort während seiner ersten beiden Lebensjahre. Sein aus den Vereinigten Staaten stammender Vater Brad war zu jener Zeit als Profi-Basketballer in Israel tätig. Die Familie zog dann in die USA zurück. Leaf entwickelte sich an der Foothills Christian High School in der kalifornischen Stadt El Cajon zu einem großen Basketball-Talent, sein Trainer in der Schulmannschaft war sein Vater. In seiner Senior-Saison an der High School (2015/16) erzielte er je Begegnung im Durchschnitt 28,4 Punkte, 12,4 Rebounds, 5,3 Korbvorlagen sowie 3,2 Ballgewinne.
Leaf wechselte zum Spieljahr 2016/17 an die University of California (UCLA) nach Los Angeles. Seine ursprüngliche Zusage an die University of Arizona hatte er zuvor zurückgezogen. Bei UCLA avancierte er unverzüglich zum Leistungsträger und ließ in seinem Pflichtspieldebüt am 11. November 2016 gegen die Mannschaft der University of the Pacific prompt mit 22 Punkten, 15 Rebounds und vier Korbvorbereitungen aufhorchen. Im Saisonverlauf stand Leaf in sämtlichen 35 Partien in der UCLA-Startaufstellung und verbuchte einen Mannschaftshöchstwert von 16,3 Punkten je Begegnung. Er sammelte darüber hinaus 8,2 Rebounds pro Spiel ein, was mannschaftsintern den zweitbesten Wert bedeutete. Steve Alford, der Cheftrainer der Hochschulmannschaft, beschrieb Leaf als „ein besonderes Talent“ und hob unter anderem seine Qualitäten in der Offensive mit hoher Treffersicherheit beim Distanzwurf und der Gabe, seine Mannschaftskollegen in Szene zu setzen, hervor.
Leaf entschloss sich nach seinem beeindruckenden Freshman-Jahr bei UCLA, seine Laufbahn als Berufsbasketballspieler fortzuführen und seine Universitätszeit damit vorzeitig abzubrechen. Er schrieb sich für die NBA-Draft 2017 ein und wurde in der ersten Runde des Auswahlverfahrens an 18. Stelle von den Indiana Pacers auserlesen. Im Rahmen der Sommerliga der NBA gab er seinen Einstand im Hemd der Pacers. Leaf stand in der Saison 2017/18 als NBA-Neuling in 53 Spielen für Indiana auf dem Feld und verbuchte im Schnitt 2,9 Punkte je Begegnung. In seinem ersten Ligajahr offenbarte er Schwächen in der Verteidigung und Schwierigkeiten, mit der körperbetonten Spielweise in der NBA zurechtzukommen. Er kam bis 2020 zu 141 NBA-Einsätzen für Indiana. Der Durchbruch gelang ihm nicht. Im November 2020 wurde Leaf an Oklahoma City Thunder abgegeben, aber noch vor dem Beginn der Saison 2020/21 aus dem Aufgebot gestrichen.
Im April 2021 statteten ihn die Portland Trail Blazers mit einem Zweiwegevertrag aus, der ihm auch Einsätze in der NBA G-League gestattete. Im Januar 2022 wechselte er zu den GuangZhou Long Lions nach China. Das Fachportal asia-basket.com zeichnete Leaf als besten Flügelspieler der Saison 2021/22 in der Chinese Basketball Association aus, nachdem er im Durchschnitt 24,6 Punkte und 12,1 Rebounds je Begegnung für die Mannschaft erzielt hatte. 2022 wechselte Leaf innerhalb der Liga zu den Beijing Ducks. Dort spielte er bis 2024 und nahm dann ein Angebot der Nanjing Tongxi Monkey Kings an. Er erzielte für die Mannschaft während der Saison 2024/25 im Durchschnitt 22,1 Punkte sowie 12,5 Rebounds je Begegnung.
Im Sommer 2025 wurde Leaf von Maccabi Tel Aviv verpflichtet. Für den Verein spielte einst sein Vater an der Seite von Oded Kattash, mittlerweile Maccabis Cheftrainer.

### Nationalmannschaft
2015 wurde Leaf ins Aufgebot der israelischen U18-Nationalmannschaft berufen, mit der er an der B-Europameisterschaft teilnahm. Er verbuchte während des Turniers Mittelwerte von 16,1 Punkten sowie 8,4 Rebounds je Begegnung und wurde als bester Spieler der EM ausgezeichnet. Im selben Jahr war Leaf auch zu einem Trainingslager der U19-Nationalmannschaft der Vereinigten Staaten eingeladen worden.

## Karriere-Statistiken

### NBA

#### Hauptrunde
| Saison  | Team    | GP  | GS | MPG | FG % | 3P % | FT % | RPG | APG | SPG | BPG | PPG |
| ------- | ------- | --- | -- | --- | ---- | ---- | ---- | --- | --- | --- | --- | --- |
| 2017–18 | Indiana | 53  | 0  | 8.7 | .471 | .429 | .625 | 1.5 | 0.2 | 0.1 | 0.1 | 2.9 |
| 2018–19 | Indiana | 58  | 1  | 9.0 | .541 | .258 | .613 | 2.2 | 0.4 | 0.2 | 0.3 | 3.9 |
| 2019–20 | Indiana | 28  | 1  | 7.9 | .419 | .278 | .438 | 2.5 | 0.3 | 0.4 | 0.1 | 3.0 |
| Gesamt  | Gesamt  | 139 | 2  | 8.7 | .491 | .341 | .571 | 2.0 | 0.3 | 0.2 | 0.2 | 3.3 |

#### Play-offs
| Saison  | Team    | GP | GS | MPG  | FG % | 3P % | FT %  | RPG | APG | SPG | BPG | PPG |
| ------- | ------- | -- | -- | ---- | ---- | ---- | ----- | --- | --- | --- | --- | --- |
| 2017–18 | Indiana | 1  | 0  | 4.0  |      |      |       | 0.0 | 0.0 | 0.0 | 0.0 | 0.0 |
| 2018–19 | Indiana | 1  | 0  | 10.0 | .000 | .000 | 1.000 | 3.0 | 0.0 | 0.0 | 0.0 | 2.0 |
| Gesamt  | Gesamt  | 2  | 0  | 7.0  | .000 | .000 | 1.000 | 1.5 | 0.0 | 0.0 | 0.0 | 1.0 |